# Marcel Bozzuffi
Marcel Bozzuffi (Rennes, Ille-et-Vilaine, 28 d'octubre de 1929 − París, 1 de febrer de 1988) va ser un actor francès.

## Biografia

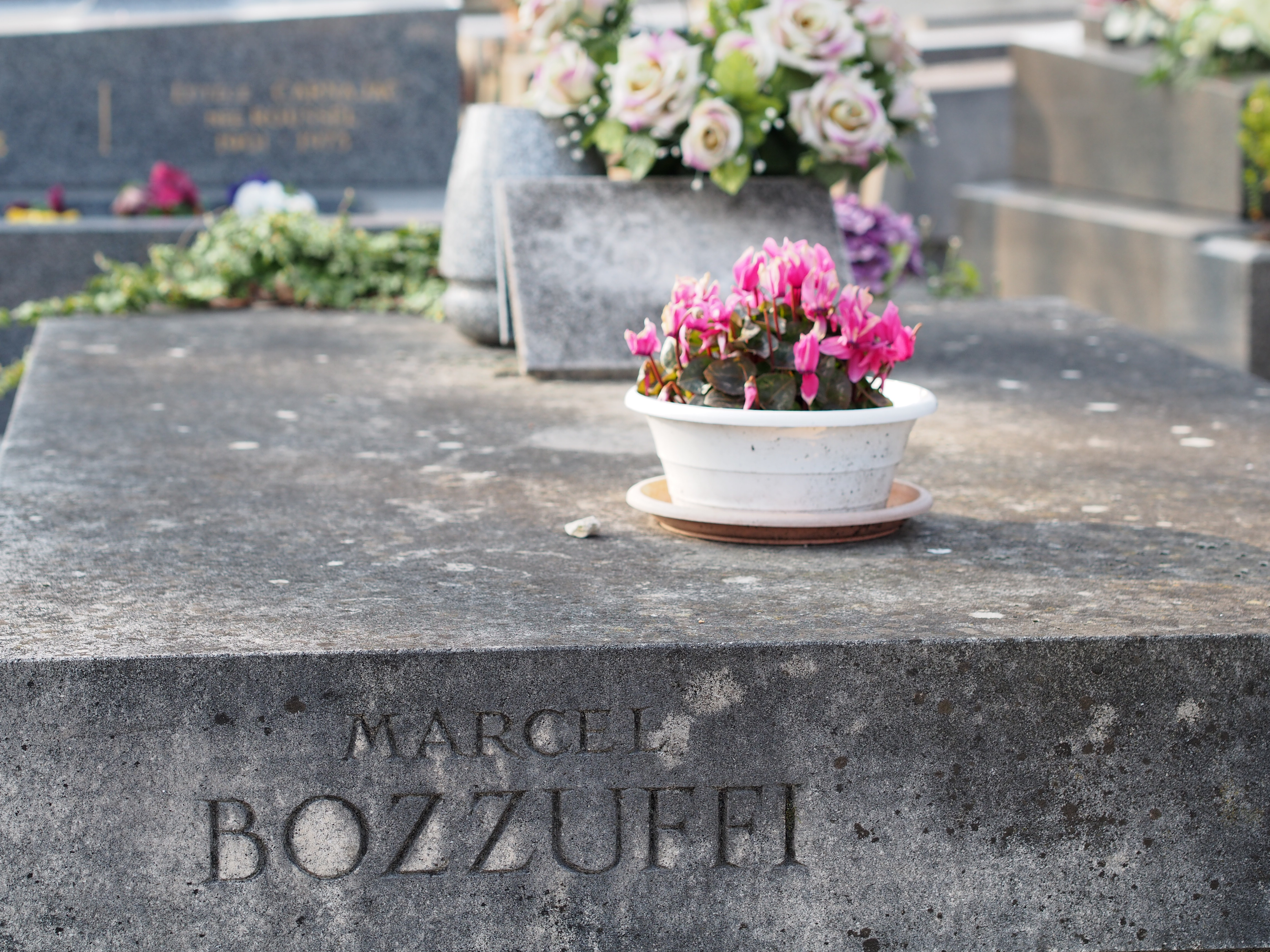
Tomba de Marcel Bozzuffi al cementiri de Montparnasse.

Actor, Marcel Bozzuffi ha fet igualment de guionista i ha dirigit una pel·lícula (L'Américain el 1969), tres telefilms i un recull de novel·les curtes (Forfana - Relats , publicat a títol pòstum el 1990).
A la pantalla, forma part dels "segons papers", com Raymond Bussière, Robert Dalban i tants altres, que han marcat tan profundament el cinema francès. Sovint aïllat en papers de "dolent" als quals donava, tant pels seus trets com pel seu paper d'actor, tons foscos i inquietants, Marcel Bozzuffi ha donat la rèplica als més grans, sobretot Jean Gabin (Gas-Oil o Du rififi à Paname) ha posat igualment la seva veu greu i tan particular al servei del doblatge, entre altres Paul Newman i Charles Bronson. Va ser també la veu de Lucky Luke a Lucky Luke.
El 1963 es va casar amb l'actriu Françoise Fabian amb qui viurà fins a la seva mort. Mor d'una hemorràgia cerebral i és inhumat no lluny de Jean Poiret i de Philippe Noiret al cementiri de Montparnasse a París.

## Filmografia

### Cinema
- 1955: Le Fils de Caroline chérie de Jean Devaivre
- 1955: Chantage de Guy Lefranc
- 1955: Razzia sur la chnouf de Henri Decoin
- 1955: Gas-Oil de Gilles Grangier
- 1956: La Meilleure Part d'Yves Allégret
- 1956: La Bande à papa de Guy Lefranc
- 1956: Le Pays d'où je viens de Marcel Carné
- 1956: Le Salaire du péché de Denys de La Patellière
- 1957: Reproduction interdite ou Meurtre à Montmartre de Gilles Grangier
- 1957: Le rouge est mis de Gilles Grangier
- 1957: Escapade de Ralph Habib
- 1958: Le Sicilien de Pierre Chevalier
- 1959: Asphalte de Hervé Bromberger
- 1960: Le Caïd de Bernard Borderie
- 1961: Le Sahara brûle de Michel Gast
- 1961: Tintin et le mystère de la Toison d'or de Jean-Jacques Vierne
- 1963: Maigret voit rouge de Gilles Grangier
- 1963: Le Jour et l'Heure de René Clément
- 1965: Le Ciel sur la tête ou Menace dans le ciel d'Yves Ciampi
- 1965: Compartiment tueurs de Constantin Costa Gavras
- 1966: Du rififi à Paname de Denys de La Patellière
- 1966: Le Deuxième Souffle de Jean-Pierre Melville
- 1968: Béru et ces dames de Guy Lefranc
- 1969: L'Américain de Marcel Bozzuffi + guió, adaptació, dialeg
- 1969: Un homme qui me plaît de Claude Lelouch
- 1969: Le Temps des loups de Sergio Gobbi
- 1969: La Vie, l'Amour, la Mort de Claude Lelouch
- 1969: Z de Costa-Gavras
- 1970: Vertige pour un tueur de Jean-Pierre Desagnat
- 1970: The lady in the car with glasses and a gun d'Anatole Litvak
- 1970: Le Voyou de Claude Lelouch
- 1971: Lucky Luke - Dibuixos animats de la sèrie Lucky Luke de Morris i Goscinny - veu de Lucky Luke
- 1971: Comptes à rebours de Roger Pigaut
- 1971: The French Connection de William Friedkin
- 1972: Torino nera - de Carlo Lizzani
- 1972: Trois milliards sans ascenseur de Roger Pigaut
- 1972: Images de Robert Altman
- 1973: Le Fils de Pierre Granier-Deferre
- 1973: Les Hommes de Daniel Vigne
- 1973: Chino de John Sturges
- 1973: Hold-up, instantànea de una corrupcion de German Lorente
- 1974: Caravan to Vaccarès de Geoffrey Reeve
- 1974: El contracte de Marsella (The Marseille Contract) de Robert Parrish
- 1974: Fatti di gente per bene de Mauro Bolognini
- 1975: Vai gorilla de Tonino Valerii
- 1975: Le Gitan de José Giovanni
- 1976: Section de choc de Massimo Dallamano
- 1976: Excel·lentíssims cadàvers (Cadaveri eccelenti) de Francesco Rosi
- 1976: L'Uomo di Corleone de Duilio Coletti
- 1977: Roma drogata, la policia non puo intervenire de Lucio Marcaccini
- 1977: Quelli della calibro 38 de Massimo Dallamano
- 1977: El jutge Fayard anomenat el xèrif (Le Juge Fayard dit Le Shériff) d'Yves Boisset
- 1977: Roma, l'altra faccia della violenza de Franco Martinelli
- 1977: Marxar o morir (March or Die) de Dirk Richards
- 1977: La polizia e sconfitta de Domenico Paolella
- 1978: Rallye Safari de Albert Thomas
- 1979: Il ritorno di Patrick de Mario Landi
- 1979: Il cappotto di Astrakan de Marco Vicario
- 1979: Pas perillós (The Passage) de J. Lee Thompson
- 1979: Bloodline de Terence Young
- 1980: Luca il contrabbandiere de Lucio Fulci
- 1980: La Cage aux folles II d'Édouard Molinaro
- 1982: Identificazione di una donna de Michelangelo Antonioni
- 1982: L'échappée belle de Pascal Ortega
- 1983: Le Cercle des passions de Claude d'Anna
- 1984: L'Arbalète de Sergio Gobbi
- 1984: Afghanistan pourquoi ? de Abdellah Mashabi - Film inacabat
- 1986: Adios Pequeña d'Imanol Uribe
- 1986: L'Ogre de Simon Edelstein
- 1988: Giallo alla regola de Stefano Roncoroni
- 1988: Savannah de Marco Pico

### Televisió
- 1961: L'Aventure de la duchesse de Berry
- 1961: Le Théâtre de la jeunesse: Cosette de Els miserables de Victor Hugo, direcció Alain Boudet: Javert
- 1961: Le Théâtre de la jeunesse: Le Capitaine Fracasse de Le Capitaine Fracasse de Théophile Gautier, direcció François Chatel
- 1962: Le Théâtre de la jeunesse: Gavroche de Els miserables de Victor Hugo, direcció Alain Boudet: Javert
- 1962: Les Trois Chapeaux claques, telefilm de Jean-Pierre Marchand: Buby
- 1964: Sans merveille de Michel Mitrani
- 1965: Le train bleu s'arrête 13 fois de Mick Roussel, episodi: Paris, Signal d'Alarme
- 1965: Allo Police de Robert Guez
- 1980: Le Mandarin
- 1980: C'est grand chez toi
- 1981: Une saison dans la vie de Fedor Dostoïevski
- 1981: Quatre femmes, quatre vies: la Maison bleue
- 1982: Les Grands Ducs
- 1982: L'Ami étranger
- 1982: L'Amour fugitif
- 1983: Bon anniversaire Juliette, telefilm de Marcel Bozzuffi: Jérôme Thiriot
- 1984: To Catch a King
- 1985: L'Affaire Caillaux
- 1987: L'Ombra nera del Vesuvi
- 1988: Il Colpo

### Sèries de televisió
- 1959: Les Cinq Dernières Minutes de Claude Loursais (episodi 13, Poison d'eau douce)
- 1962: L'inspecteur Leclerc enquête de Marcel Bluwal, episodi: Face à face: Sillone
- 1962: Cinq Dernières Minutes de Pierre Nivollet
- 1967: Allô Police de Robert Guez, episodi: l'Évadé
- 1967: Malican père et fils
- 1970: Le Service des affaires classées
- 1982: De bien étranges affaires

## Teatre
- 1956: Les Lingots du Havre d'Yves Jamiaque, posada en escena Jean Lanier, Théâtre des Arts
- 1956: Les Français à Moscou de Pol Quentin, posada en escena Jacques Charon, Théâtre des Célestins
- 1957: Un français à Moscou de Pol Quentin, posada en escena Jacques Charon, Théâtre de la Renaissance
- 1957: La Mouche bleue de Marcel Aymé, posada en escena Claude Sainval, Comédie des Champs-Élysées
- 1958: Vu du pont d'Arthur Miller, posada en escena Peter Brook, Théâtre Antoine
- 1959: Le Vélo devant la porte adaptation Marc-Gilbert Sauvajon de Desperate Hours de Joseph Hayes, posada en escena Jean-Pierre Grenier, Théâtre Marigny
- 1962: Les Petits Renards de Lillian Hellman, posada en escena Pierre Mondy, Théâtre Sarah-Bernhardt
- 1966: Les Justes d'Albert Camus, posada en escena Pierre Franck, Théâtre de l'Œuvre, Stepan
- 1985: Les Gens d'en face de Hugh Whitemore, posada en escena Jonathan Critchley, Théâtre Montparnasse